# Magno Cruz
Magno Cruz (30 de mayo de 1988) es un futbolista brasileño que juega como centrocampista en el Shanghai Jiading Huilong de la Primera Liga China.
Jugó para clubes como el Marítimo, Vasco da Gama, Bahia, Ceará, Espérance Tunis, Cerezo Osaka y Atlético Goianiense.

## Trayectoria

### Clubes
| Club                          | País          | Año       |
| ----------------------------- | ------------- | --------- |
| C. S. Marítimo                | Portugal      | 2008      |
| Grêmo Esportivo Brasil        | Brasil        | 2009      |
| C. R. Vasco da Gama           | Brasil        | 2009-2012 |
| E. C. Bahia (cedido)          | Brasil        | 2011-2012 |
| E. C. Bahia                   | Brasil        | 2012-2013 |
| Ceará S. C.                   | Brasil        | 2012      |
| C. A. Bragantino              | Brasil        | 2013-2014 |
| Espérance Tunis               | Túnez         | 2014-2015 |
| Cerezo Osaka                  | Japón         | 2015      |
| Atlético Goianiense           | Brasil        | 2016      |
| Jeju United F. C.             | Corea del Sur | 2017-2019 |
| Umm-Salal S. C.               | Catar         | 2020      |
| CRB                           | Brasil        | 2020      |
| Jiangxi Beidamen              | China         | 2021-2023 |
| Tianjin Jinmen Tiger (cedido) | China         | 2021      |
| Shanghai Jiading Huilong      | China         | 2024-     |